# Web Therapy
Web Therapy és una sèrie de televisió espanyola produïda per Fremantle Media que s'emet a #0. Aquesta protagonitzada per Eva Hache. És l'adaptació espanyola de la sèrie americana Web Therapy protagonitzada per Lisa Kudrow, la seva estrena va ser el 2 de febrer de 2016.

## Argument
La Rebeca Miller, una terapeuta cansada de les típiques teràpies i tornades innecessàries a la infància que decideix engegar un nou i revolucionari mètode: teràpia en línia en sessions exprés de tres minuts. D'origen acomodat i amb poca paciència amb el món, la Rebeca és una mica materialista, narcisista i egocèntrica. Ella creu que els problemes es resolen anant a l'inici de l'assumpte i la resta és ximpleria. I més que per les seves patologies, els seus pacients li interessaran en realitat pel que li puguin aportar en el seu benefici personal.